# Chiesa dei Cappuccini (Budapest)
La chiesa dei Cappuccini dedicata a sant'Elisabetta d'Ungheria è un luogo di culto situato nel quartiere di Víziváros, a Budapest, in Ungheria. La chiesa risale al XIV secolo, quando fu costruita per volere di Elisabetta di Polonia. Di questo periodo rimangono solo alcuni frammenti della facciata settentrionale. Durante l'occupazione turca la chiesa fu trasformata in moschea. Per via dei danneggiamenti subiti nel 1686, di questo periodo rimangono solo alcune finestre e il portale della facciata sud.
Tra il 1703 e il 1915 la chiesa subì continue ricostruzioni in stile barocco, secondo il progetto di un frate cappuccino. Nel 1856, in particolare, gli architetti Ferenc Reitter e Pál Zsumrák restaurarono la facciata, armonizzandone i diversi stili. Sulla facciata si può ammirare una statua di Santa Elisabetta risalente al 1856.